# アルフレッド・アボヤ
アルフレッド・アボヤ（Alfred Aboya、1985年1月2日 - ）は、カメルーン・ヤウンデ出身のプロバスケットボール選手である。ポジションはC/F。元カメルーン代表。

## 来歴
カリフォルニア州立大学ロサンゼルス校でNCAA出場。
卒業後、NBAサマーリーグなどに参加するも、ロースター入りならずフランスリーグでプレー。
一方、カメルーン代表にも選出されている。
2010年明け、シーズン途中で解雇されたレジー・オコーサに代わりリンク栃木ブレックスに加入し、チームのリーグ初優勝に貢献。
シーズンオフ、日立に移籍。
2011年、日立を退団。
2012年、滋賀レイクスターズに入団。
2013年、滋賀を退団。
現役引退後は、Gリーグに所属するアイオワ・ウルヴズのアシスタントコーチ兼プレイヤーデベロップメントコーチに就任。2019年から2021年まで努めた。

## 経歴
- カリフォルニア州立大学ロサンゼルス校 - BCMグラヴリーヌ（2009） - オリンピック・アンティーブ（2009） - リンク栃木（2010） - 日立（2010-2011） - 滋賀レイクスターズ（2012－2013）  -  Final Genclik （2013）  - フォートウェイン・マッドアンツ （2013-2014）  -  リノ・ビッグホーンズ （2014）  - アル・イテハド・トリポリ （2014）  - リノ・ビッグホーンズ （2014）  -  ロサンゼルス・ディーフェンダーズ （2014-2015）